# Transrapid Szanghaj

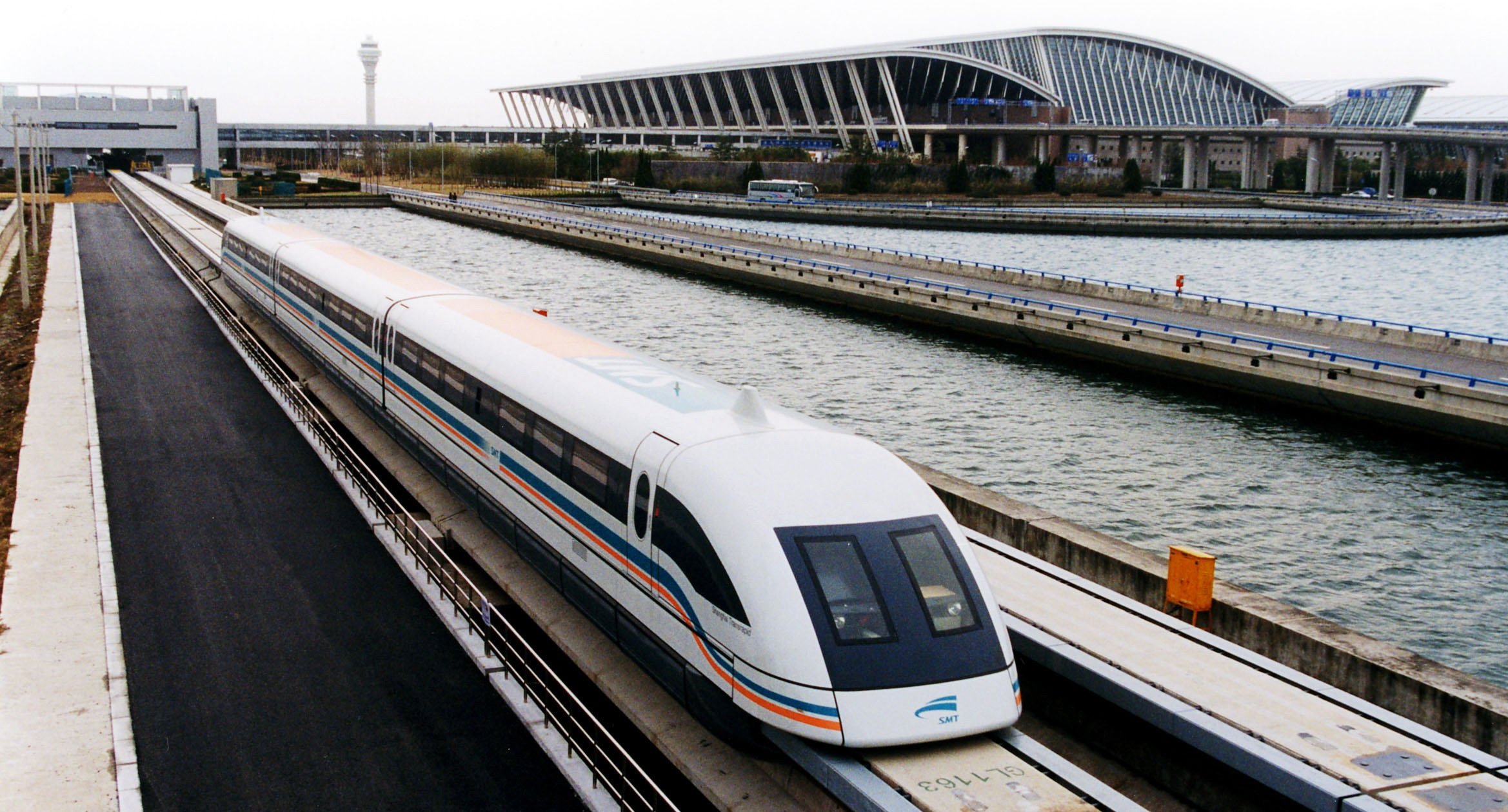
Pociąg Transrapid Szanghaj na lotnisku Pudong International Airport, Szanghaj

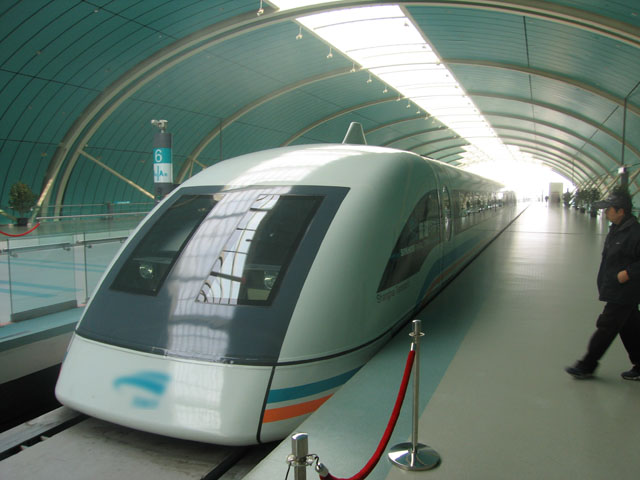
Pociąg stojący na stacji Longyang Road

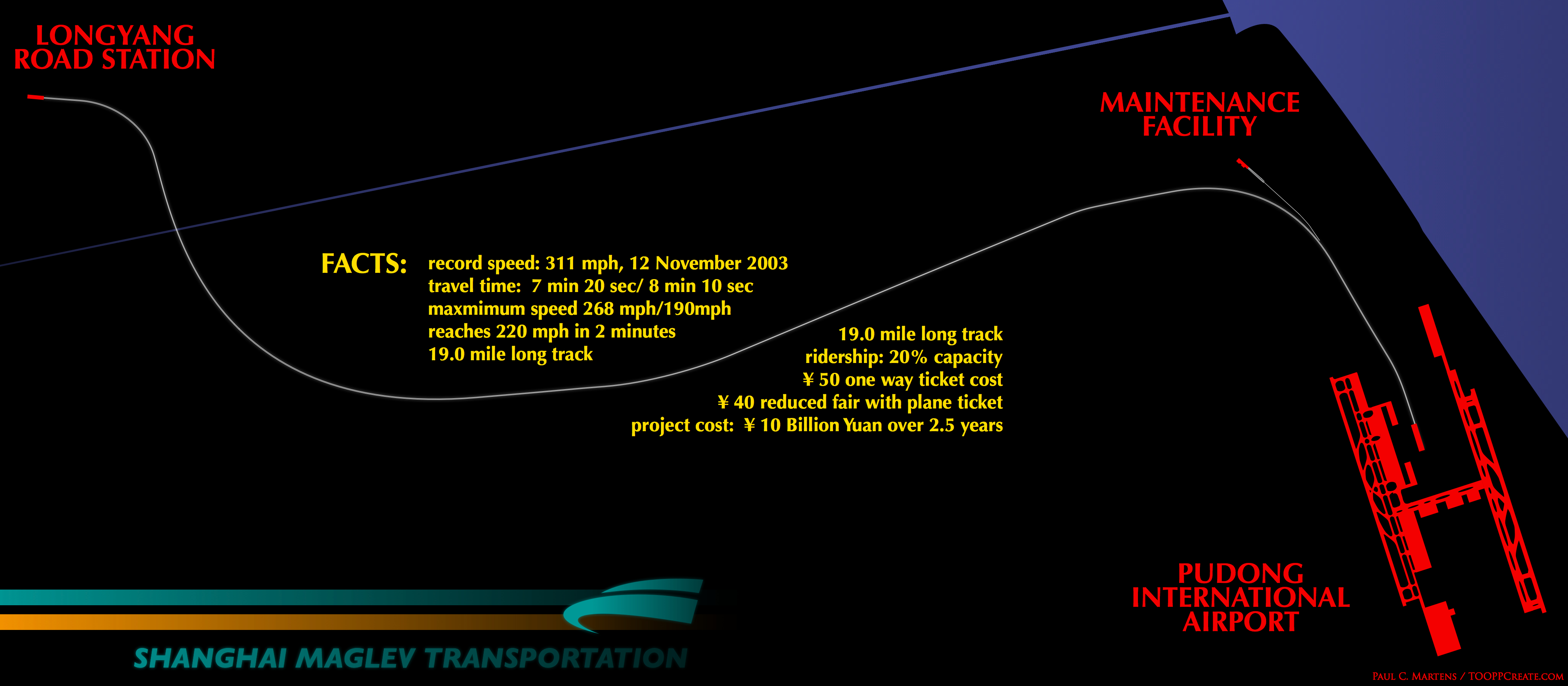
Plan linii

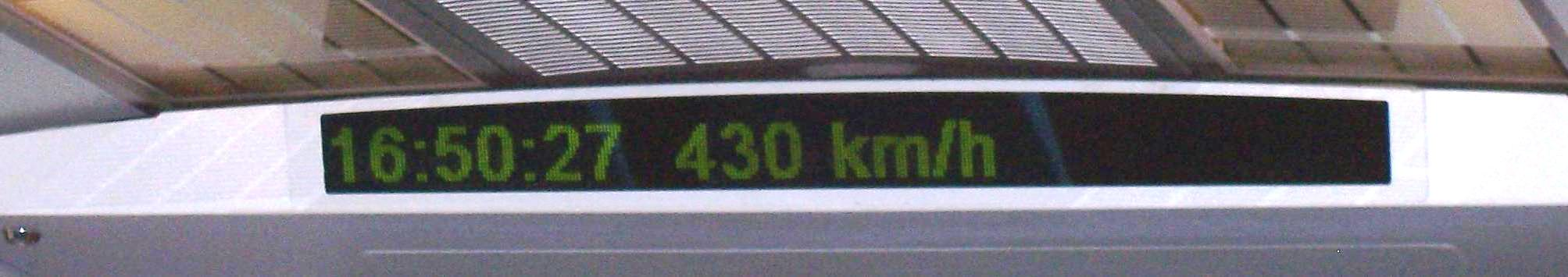
Licznik pokazujący aktualną prędkość i czas

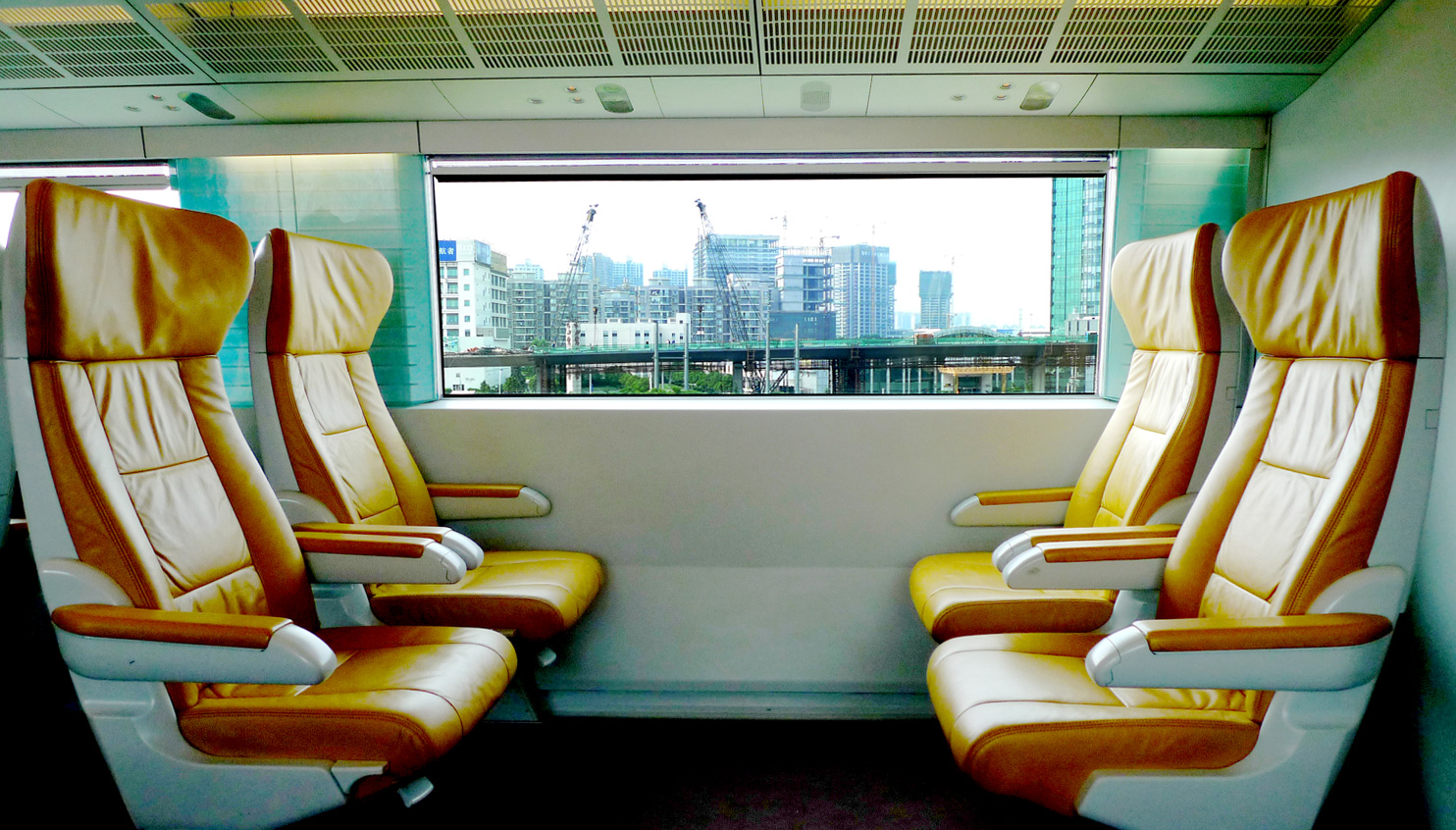
Wnętrze klasy pierwszej Transrapid Maglev Szanghaj

Transrapid Szanghaj (chiń. 上海磁浮示范运营线) – pierwsza komercyjna linia kolei magnetycznej na świecie. Budowa rozpoczęła się w marcu 2001, a oddanie do użytku pasażerskiego nastąpiło trzy lata później 1 stycznia 2004. Pociąg został wyprodukowany w Niemczech. Linia ma 30,5 km i dwie stacje.

## Statystyki
Linia jest obsługiwana przez Shanghai Maglev Transportation Development Co., Ltd.
Pociąg może osiągnąć prędkość 350 kilometrów na godzinę w 2 minuty, a maksymalnie w normalnej eksploatacji – 431 km/h. Podczas testu 12 listopada 2003, pociąg osiągnął maksymalną prędkość wynoszącą 501 km/h. Budowa tej linii kolejowej pochłonęła 10 mld juanów (2 mld €), a zajęła 2,5 roku.
Linia biegnie od stacji Longyang Road (chiń. 龙阳路站, Lóngyáng Lù Zhàn) (połączenie z linią nr 2 oraz 7 metra) w dzielnicy Pudong do stacji Port lotniczy Szanghaj-Pudong (lotnisko). Z lotniska dodatkowe tory prowadzą do zajezdni kolei. Podróż trwa 7 minut i 20 sekund.
W maju 2008 cena biletu w jedną stronę wynosiła 50 ¥ (ok. 15 zł) i 40 ¥ (12 zł) dla pasażerów lotniska, po okazaniu biletu lotniczego. Bilet w obie strony kosztuje 80 ¥ (25 zł), a bilet VIP – podwójnie.
- Godziny kursowania: 6:45 do 21:30
- Prędkość maksymalna: 431 km/h poza godzinami szczytu lub 300 km/h w godzinach szczytu
- Średnia prędkość: 250 km/h poza szczytem lub 225 km/h w godzinach szczytu
- Czas przejazdu: 7 min i 20 s poza godzinami szczytu lub 8 min i 10 s w godzinach szczytu
- Godziny szczytu: 6:45-8:30 i 17:00-21:30
- Postój: 15 min
- Wykorzystanie: 20%[1]

## Przyszłość
Wydajność Transrapidu jest dość mała ze względu na krótkie godziny otwarcia, długość linii, wysoką cenę biletów i nieatrakcyjne położenie (tylko 2 stacje). W związku z tym pojawiły się głosy krytyki mówiące, że Transrapid Szanghaj został wybudowany na pokaz i było to marnotrawienie pieniędzy, niepraktyczne dla mieszkańców.
Pomimo krytyki Szanghajskie Biuro Urbanistyczne przedstawiło projekt przedłużenia linii przez stacje Shanghai South Station i Expo 2010 w kierunku Hangzhou. Linia umożliwiłaby pokonanie odległości (55 km) między lotniskami w 15 min. Plan rozbudowy do Hangzhou został zatwierdzony przez rząd w lutym 2006, budowa miała się zakończyć w 2010 przed otwarciem wystawy światowej EXPO w Szanghaju. Jednak w 2007 prace zostały zawieszone w związku z protestami mieszkańców, którzy obawiali się promieniowania. W styczniu 2008 odbyły się kolejne demonstracje w Szanghaju, kierowane obawami o negatywne skutki zdrowotne funkcjonowania przyszłej linii. Ponadto koszt wybudowania 1 kilometra trasy wzrósł do 46 milionów euro, co stanowi ponad dwukrotnie więcej niż było to początkowo planowane.

## Wypadki
- 11 sierpnia 2006 po opuszczeniu przez pociąg stacji Shanghai Pudong International Airport o godzinie 14:20 wybuchł w nim pożar. Nie było rannych ani ofiar śmiertelnych. Przeprowadzone śledztwo wykazało, że przyczyną było zwarcie instalacji elektrycznej.